# Панитчпакди, Супачаи
Супачаи Панитчпакди (тайск. ศุภชัย พานิชภักดิ์; 30 мая 1946, Бангкок, Таиланд) — Генеральный секретарь Конференции ООН по торговле и развитию с 2005 года по 13 августа 2013 года.

## Биография
В 1986 году был назначен заместителем министра финансов в правительстве Таиланда. Однако в 1988 году после роспуска парламента страны он покинул политику и стал президентом Тайского Военного Банка.
C 1992 по 1995 годы, вернувшись в правительство, был заместителем премьер-министра Таиланда, отвечая за торговлю и экономику страны.
В 1997 году во время Азиатского финансового кризиса стал опять заместителем премьер-министра, а также был министром коммерции.
В 1999 году был избран на должность Генерального директора Всемирной торговой организации. Однако он был на этой позиции только половину положенного 6-летнего срока, так как Организация не смогла прийти к единому решению. Свои обязанности он начал исполнять только через 3 года в 2002 году. Первые 3 года должность занимал новозеландец Майк Мур.
В 2005 году он был избран Генеральным секретарем Конференции ООН по торговле и развитию. В сентябре 2005 года он был переизбран на эту должность, где он занимался реформированием организации.

## Учёба
Окончил:
- Университет Эразмус в Роттердаме, где писал свою докторскую диссертацию под руководством первого нобелевского лауреата по экономике Яна Тинберген.
- Кембридж, Великобритания. Вел исследовательскую деятельность по разработке моделей.